# Gene Havlick
Gene Havlick (n. 16 martie 1894, Enid⁠(d), Oklahoma, SUA – d. 11 mai 1959, Hollywood, California, SUA) a fost editor de film (montor) american. A fost nominalizat la trei premii Oscar, câștigând unul.
A colaborat la realizarea a peste 100 de filme în cursul unei cariere întinse pe durata a 30 de ani.

## Filmografie parțială
- Song of Love (1929)
- Madonna of the Streets (1930)
- Sky Raiders (1931)
- The Deceiver (1931)
- A Dangerous Affair (1931)
- The Menace (1932)
- Shopworn (1932)
- War Correspondent (1932)
- Attorney for the Defense (1932)
- Lady for a Day (1933)
- Master of Men (1933)
- It Happened One Night (1934)
- Twentieth Century (1934)
- Blind Date (1934)
- She Couldn't Take It (1935)
- If You Could Only Cook (1935)
- Mr. Deeds Goes to Town (1936)
- Lost Horizon (1937)
- It's All Yours (1937)
- Start Cheering (1938)
- You Can't Take It With You (1938)
- Blondie (1938)
- Blondie Meets the Boss (1939)
- Mr. Smith Goes to Washington (1939)
- His Girl Friday (1940)
- Blondie Has Servant Trouble (1940)
- Angels Over Broadway (1940)
- She Knew All the Answers (1941)
- Our Wife (1941)
- Go West, Young Lady (1941)
- The Wife Takes a Flyer (1942)
- Counter-Espionage (1942)
- The Desperadoes (1943)
- Destroyer (1943)
- Once Upon a Time (1944)
- A Thousand and One Nights (1945)
- Dead Reckoning (1947)
- It Had to Be You (1947)
- Relentless (1948)
- The Return of October (1948)
- Shockproof (1949)
- Lust for Gold (1949)
- The Reckless Moment (1949)
- Fortunes of Captain Blood (1950)
- Santa Fe (1951)
- Dick Turpin's Ride (1951)
- The Son of Dr. Jekyll (1951)
- My Six Convicts (1952)
- Captain Pirate (1952)
- Hangman's Knot (1952)
- Serpent of the Nile (1953)
- The Stranger Wore a Gun (1953)
- A Lawless Street (1955)
- Inside Detroit (1956)
- 7th Cavalry (1956)
- The Guns of Fort Petticoat (1957)
- Screaming Mimi (1958)

## Premii Oscar
Gene Havlick a fost nominalizat de trei ori la Premiul Oscar pentru cel mai bun montaj, câștigându-l o singură dată.
- Premiile Oscar pentru anul 1937 - nominalizat, împreună cu Gene Milford, pentru Lost Horizon. A câștigat.[3]
- Premiile Oscar pentru anul 1938 - nominalizat pentru Nu o poți lua cu tine după moarte. A pierdut în fața filmului The Adventures of Robin Hood.[4]
- Premiile Oscar pentru anul 1939 - nominalizat, împreună cu Al Clark, pentru Domnul Smith merge la Washington. A pierdut în fața filmului Pe aripile vântului.[5]

## Legături externe
- Gene Havlick la Internet Movie Database